# Habitatge al carrer Major (Cervera)
L'Habitatge al carrer Major és una obra de Cervera (Segarra) inclosa a l'Inventari del Patrimoni Arquitectònic de Catalunya.

## Descripció
Edifici de tres plantes, amb la façana decorada imitant carreus. La planta baixa són botigues, amb dues portes quadrangulars. La primera planta té dues portes balconeres amb barana de forja que recorre tot el llarg de l'edifici. La segona planta té dues portes balconeres, cadascuna amb barana de forja. La golfa presenta dues finestres i rematant la construcció hi ha una cornisa volada suportada per mènsules i una barana de pedra molt treballada.

## Història
Va ser adquirida durant el segle xviii per l'amo de l'antiga pastisseria Sostres, la casa veïna. Ha sofert diverses modificacions al llarg dels segles XIX-XX.
Els actuals propietaris són descendents del vell sostres.